# Лидовка (Новоград-Волынский район)
Лидовка (укр. Лідівка) — село на Украине, основано в 1907 году, находится в Звягельском районе Житомирской области.
Население по данным 2024 года составляет 19 человек. Почтовый индекс — 11764. Телефонный код — 4141. Занимает площадь 0,282 км².

## Адрес местного совета
11762, Житомирская обл., Звягельский р-н, с. Ярунь, ул. Мира, 13